# Fina Girard
Fina Girard (* 2001 in Basel) ist eine Schweizer Politikerin des Jungen Grünen Bündnisses Basel. Seit 2023 ist sie Mitglied im Grossrat des Kantons Basel-Stadt.

## Leben
Fina Girard wuchs in Basel auf und absolvierte im Sommer 2021 die Maturität am Gymnasium Leonhard. Sie studiert Politikwissenschaften und Geografie an der Uni Basel.  Beim Imagine, c/o terre des hommes schweiz, leitet sie Workshops zum Thema soziale Ausgrenzung, Diskriminierung und Rassismus.

## Politik
Den Einstieg in die Politik fand sie durch die Teilnahme am Klimastreik 2018. Dort trug sie zur Entstehung der Klimabewegung in Basel bei und war eine bekannte Exponäntin des Basler Klimastreiks. Sie absolvierte ein Praktikum bei Amnesty International. Im 2021 nahm sie an der Frauensession Teil, wo sie die Stimme der Frauen aus der Nordwestschweiz vertreten durfte. Girard ist Präsidentin des Jungen Grünen Bündnisses Basel und vertritt dieses auch im Grossen Rat des Kanton Basel-Stadt.
Girard setzt sich für mehr soziale Gerechtigkeit, einen ausgebauten Klimaschutz und eine mutige Politik in der Stadt Basel ein. Als eines der jüngsten Mitglieder im Grossen Rat des Kanton Basel-Stadt steht sie für die Anliegen der jüngeren Generationen ein.